# Шерпа (народ)
Шерпа, або шерпи (тиб. ཤར་པ — шаркхомбо — «східний народ») — народ, що мешкає в Східному Непалі, поблизу гори Джомолунгма, а також в Індії й Тибеті.
1975 року чисельність становила близько 25 тис. осіб у Непалі та стільки ж — в Індії, а 2001, за оцінкою уряду Непалу, було зареєстровано 154 622 представники цього народу. З них майже 93 % — буддисти, 6,26 % — індуїсти, 0,63 % — християни і 0,20 % сповідають Бон. Мова народу — шерпа, що належить до тибето-бірманських мов.
Шерпа — нащадки тибетців, що переселилися на південь від Головного Гімалайського хребта 300–400 років тому.
Діяльність шерпів у Непалі полягає в рільництві (картопля, овес), тваринництві, особливо, у розведенні яків; у минулому вони були посередниками в торгівлі між Непалом і Тибетом. В Індії значна роль у торгівлі ще зберігається. Також шерпа часто беруть участь у сходженнях на гірські вершини як носильники та провідники, через що термін «шерп» іноді вживають щодо всіх гімалайських провідників, попри їх етнічну належність.

## Відомі шерпи
- Тенцинг Норгей: один з двох перших людей, що зійшли на вершину Евересту.
- Камі Ріта: 30 разів підкорив Еверест, що на 2024 рік є рекордом.
- Аппа Тенцінг: 21 раз підкорив Еверест.
- Пхурба Таші: 21 раз підкорив Еверест.
- Лхакпа Шерпа: 10 разів підкорила Еверест, що на 2024 рік є рекордом серед жінок.
- Бабу Чірі Шерпа: 10 разів підкорив Еверест, поставив рекорд часу безперервного перебування на вершині — 21 година, причому без додаткового кисню.
- Лакпа Гелу: поставив рекорд із найшвидшого сходження на Еверест — 10 годин 56 хвилин.